# Dannigkow
Dannigkow is een plaats in de Duitse deelstaat Saksen-Anhalt, en maakt sinds het 1-1-2005 deel (Ortsteil) uit van de stad Gommern in de Landkreis Jerichower Land. Tot die datum was Dannigkow een gemeente.
Dannigkow telt 700 inwoners.